# Тестемелци
Тестемелци (на македонска литературна норма: Тестемелци) е село в Община Щип, Северна Македония.

## География
Тестемелци е селце, разположено на около 9 километра западно от град Щип.

## История
В XIX век Тестемелци е село в Щипска кааза на Османската империя. Според статистиката на Васил Кънчов („Македония. Етнография и статистика“) от 1900 година в селото има 90 жители, всички турци.
След Междусъюзническата война селото остава в Сърбия. Според Димитър Гаджанов в 1916 година в Тестеменци живеят 103 турци.